# Diego Rigonato
Diego Rigonato Rodrigues (ur. 9 marca 1988 w Americana) – brazylijski piłkarz występujący na pozycji pomocnik. Obecnie jest zawodnikiem francuskiego Stade de Reims.

## Kariera klubowa
28 sierpnia 2012 podpisał trzyletni kontrakt z Stade de Reims.
| Sezon     | Klub               | Kraj    | Rozgrywki | Mecze | Gole | Rozgrywki Europy   | Mecze | Bramki |
| --------- | ------------------ | ------- | --------- | ----- | ---- | ------------------ | ----- | ------ |
| 2006/2007 | Budapest Honvéd FC | Węgry   | NB I      | 11    | 1    | -                  | -     | -      |
| 2007/2008 | Budapest Honvéd FC | Węgry   | NB I      | 19    | 2    | Liga Europy UEFA   | 3     | 0      |
| 2008/2009 | Budapest Honvéd FC | Węgry   | NB I      | 25    | 5    | Liga Mistrzów UEFA | 2     | 0      |
| 2009/2010 | Budapest Honvéd FC | Węgry   | NB I      | 21    | 4    | -                  | -     | -      |
| 2010/2011 | Tours FC           | Francja | Ligue 2   | 27    | 5    | -                  | -     | -      |
| 2011/2012 | Tours FC           | Francja | Ligue 2   | 32    | 9    | -                  | -     | -      |
| 2012/2013 | Tours FC           | Francja | Ligue 2   | 5     | 0    | -                  | -     | -      |
| 2012/2013 | Stade de Reims     | Francja | Ligue 1   | 29    | 4    | -                  | -     | -      |
| 2013/14   | Stade de Reims     | Francja | Ligue 1   | 7     | 1    | -                  | -     | -      |
| 2014/15   | Stade de Reims     | Francja | Ligue 1   | 15    | 3    | -                  | -     | -      |

Stan na: 14 grudzień 2014 r.